# 毛利広盛
毛利 廣盛（もうり ひろもり、天文2年（1533年） - 元和2年12月14日（1617年1月21日）享年84歳）は、戦国時代後期から江戸時代初期の武将であり、美濃国八神城の城主を務めたのち、尾張藩に仕えた藩士である。本姓は源氏で、清和天皇の第二十代後裔にあたる。その家系は清和源氏の一流である河内源氏の棟梁、鎮守府将軍・源義家の六男である源義隆を始祖とする、陸奥六郎義隆流毛利氏の系譜に属する。仮名は掃部助（かもんのすけ）、あるいは小三郎と伝えられ、別名として広次を称した（ただし、別人とする異説も存在する）。八神毛利氏の初代当主とされる。戒名「雲仙院殿富林常翁居士」である。

## 人物
当初、美濃斎藤氏に仕えていたが、織田信秀の家臣に転じ、その後織田信長、豊臣秀吉、徳川家康、徳川義直に仕える。最終的には尾張藩士となって先祖代々の地を重臣として重要な役割を果たした。先祖は河内源氏の棟梁、源義家の六男・源義隆の長男毛利義広といわれ、広盛は源姓毛利家13代当主となる。広盛と同じく斎藤家から織田家へと転じた森氏の当主・森可成とは同じ祖先（源義隆の三男若槻頼隆）を持つ関係にある。
また、『新撰美濃志』によると「鹽尻に毛利掃部助、加賀井彌八郎、両人は尾州中島郡大須庄北野村眞福寺の家老という。豊臣家の時、幕下に属してその地の朱章を得る。毛利氏は八神村を代々領し、加賀井氏は関ヶ原の役の御敵となる。後村上院の皇子仁瑜（任瑜）法親王眞福寺所務の時、この両氏は坊官であった。宮の遷化の後、自所を押領し住居する。」と記載がある。
広盛は梶川弥三郎高盛の娘を妻とする。広盛の子には毛利権兵衛広之、毛利金右衛門広義（広高とも）、毛利吉右衛門広重、大左衛門某、女子(竹鼻城中死)、女子(梶川弥左衛門妻)がおり、広之、広義、広重は尾張藩士となっている。

### 生涯
毛利家の家伝である『毛利文書』によると、天文6年（1537年）8月6日、織田信秀が毛利広盛に八朔祝儀を謝すと記録されている。ただ、広盛はこの折には幼少のため、父毛利広包の誤りか、もしくは父の代参として名義が使われたか、詳細は不明である。
永禄6年（1563年）、織田信長が広盛に対して合戦で討死にした親（毛利広雅(広包)）の忠節を讃えたという。天正12年（1584年）6月21日、豊臣秀吉より広盛へ忠節により本知行（石田、東方、野原、大藪、八神 (1160貫文)）および新知（奥、城屋敷、加賀野井、中野 (1000貫文)）、都合2660貫文を宛がうとされ、同日、広盛へ知行方目録（朱印状）が下された。さらに、豊臣秀吉が美濃一国検地後の知行替えを行った天正17年（1589年）11月19日に、豊臣家五奉行の増田長盛により、同じ豊臣家中の伊藤秀盛へ広盛に対して知行を渡すよう指示があり、同日中に伊藤秀盛は広盛に大須、八上、川東、野方を渡した旨が記録されている。
関ヶ原の戦いの前哨戦となる東軍方による岐阜城攻め（城主は信長嫡孫織田秀信）があった折、広盛は西軍に就き、援軍として杉浦重勝の竹ヶ鼻城の二の丸を守っていたものの、攻め寄せてきた福島正則の降伏の勧めに従い開城したと記録されている（竹ヶ鼻城の戦い）。その後、徳川家康の家臣となり、慶長5年（1600年）11月、家康より本知を安堵され、石田1408石、大須700石、八神600石、城屋敷179石、東方170石の高3057石を領知した。元和元年（1615年）、家康の命によりその九男で尾張藩祖となる徳川義直の家臣として仕えることとなる。元和2年12月14日（1617年1月21日）、享年84歳にして没した。

### 没後
元和3年（1617年）、尾張藩の給知制により、1000石の減知があって2000石となるが、旧領の八神、石田、大須を安堵された。正保2年（1645年）まで、石田700石、大須650石、八神960石、拾町野197石、三拾町150石、馬飼280石、川東50石の計2957石を知行し、正保2年（1645年）に税制改革と知行替えが行われ、石田700石、大須650石、八神960石、小荒井350石、市場93石、島282石、南之川6石の計3041石を知行した。寛延3年（1750年）以降、中島郡午北新田359石と午南新田998石の計1357石の幕府領預所も支配し、明治維新に至る。毛利氏は、尾張藩士と同時に幕臣でもあった。
羽島市指定天然記念物の八神城跡のイチョウは、江戸初期に毛利氏が植えた樹齢300年超の大樹である。毛利呼子鳥と毛利白玉絞は、八神城主の毛利掃部助が愛好した椿である。呼子鳥の原木は移植され現存。白玉絞は接ぎ木で現代に受け継がれている。

## 系譜
源姓毛利氏家系図
源義家 - 義隆 - 義広 - 義昭 - 義輝 - 輝広 - 広繁 - 広秀 - 広清 - 広明 - 広縄 - 広隆 - 広包 - 広盛 - 広義 - 広豊 - 広尚 - 頼説 - 頼容 - 広直 - 義由 - 頼忠 - 広吉 - 広居 - 広賢 - 広貫 --- 